# اریک یکم
اریک یکم (نروژی: Eirik Haraldsson؛ ۰۸۸۵ – ۰۹۵۴) یک پادشاه نروژ اهل نروژ بود.مورخان روایتی از زندگی و حرفه اریک را از روی داده های تاریخی اندک موجود بازسازی کرده اند. تمایزی بین منابع معاصر یا نزدیک به معاصر برای دوره اریک به عنوان فرمانروای نورثومبریا، و منابع کاملاً حماسی که زندگی اریک نروژی را شرح می دهد، رئیسی که در دهه ۹۳۰ بر سرزمین غربی نروژ حکومت می کرد، وجود دارد. منابع نورس از اواخر قرن دوازدهم این دو شخصیت را یکسان معرفی کرده‌اند،  بیشتر مورخان این دو شخصیت را یکسان تشخیص داده‌اند. این امر اخیراً توسط مورخ کلر داونهام رد شده است، او استدلال کرد که نویسندگان بعدی نورس دو اریک را احتمالاً با استفاده از منابع انگلیسی ترکیب کردند. این استدلال، اگرچه مورد احترام دیگر مورخان  است، اما اتفاق نظری را به همراه نداشته است.
منابع معاصر یا نزدیک به معاصر شامل بازخوانی‌های متفاوتی از وقایع نگاری آنگلوساکسون، ضرب سکه‌های اریک، زندگی سنت کاترو، و احتمالاً شعر اسکالدیک است. چنین منابعی تنها تصویری مبهم از فعالیت های اریک در انگلستان آنگلوساکسون را بازتولید می کنند.

## منابع

پنج منطقه و میدلندهای انگلیسی در اوایل قرن دهم